# بتدعي
بتدعي هي إحدى القرى اللبنانية من قرى قضاء بعلبك في محافظة بعلبك الهرمل.
- المساحة : 1299 هكتار
- عدد السكان : 715 ساكن.